# Panering
Panering er tilberedning af fødevare, hvor kød eller fisk vendes i rasp eller mel, inden det bliver pandestegt. For at få paneringen til at hænge bedre fast vendes kødet/fisken typisk i æg inden paneringen.